# Caliadurgus
Caliadurgus ist eine Gattung der Wegwespen (Pompilidae). In Europa kommt aus dieser Gattung nur Caliadurgus fasciatellus (Spinola, 1808) vor.

## Merkmale
Die mittelgroßen Wegwespen haben einen schwarz gefärbten Körper, bei dem die vorderen Tergite rot sind. Ihr vorderes Gesicht ist abrupt vertikal nach unten gerichtet. Kopf und Thorax sind deutlich punktförmig strukturiert. Die konvexe Stirnplatte (Clypeus) ist kurz und breit und der apikale Rand ist gerade, glatt und glänzend. Die Mandibeln sind kräftig und haben ein zusätzliches Zähnchen. Die Maxillarpalpen sind verlängert. Genae, Propleuron, Hüften (Coxen), die seitlichen Bereiche des Propodeums und das erste Tergum haben lange, weißliche Haare. Das Pronotum ist kurz, der Hinterrand ist schwach gewinkelt. Das Metapostnotum ist etwa ein Drittel so lang wie das Metanotum. Das Propodeum ist zunehmend gekrümmt, hat eine feine Punktierung und einen blauen Schimmer. Die Vorderflügel sind bei den Männchen durchsichtig, bei den Weibchen ist die Marginal-, die erste und zweite Submarginal- und die zweite Diskalzelle bräunlich getönt. Bei beiden Geschlechtern ist das Flügelmal (Pterostigma) groß und hat ungefähr die Länge der Flügelader 3rs-m. Bei den Weibchen sind die Schienen (Tibien) der Vorderbeine dorsal mit einem kräftigen, gekrümmten Dorn versehen. Die Schienen der Hinterbeine haben eine Reihe schuppenförmiger Zähnchen am dorsalen Rand. Den Tarsen der Vorderbeine fehlen Tarsalkämme. Das zweite Sternum hat eine Querrille, das sechste Sternum ist abgerundet, das sechste Tergum hat an der Spitze zahlreiche fast vollständig abstehende Haare. Bei den Männchen sind die Dorne der mittleren und hinteren Beine gemeinsam mit dem siebten Tergum weißlich.

## Lebensweise
Die Wespen sind eurytop und bewohnen viele verschiedene Lebensräume. Die Weibchen legen ihre Nester im Erdboden an. Die Brut wird mit Spinnen aus den Familien Araneidae und Tetragnathidae versorgt.

## Belege